# Universität Nantes

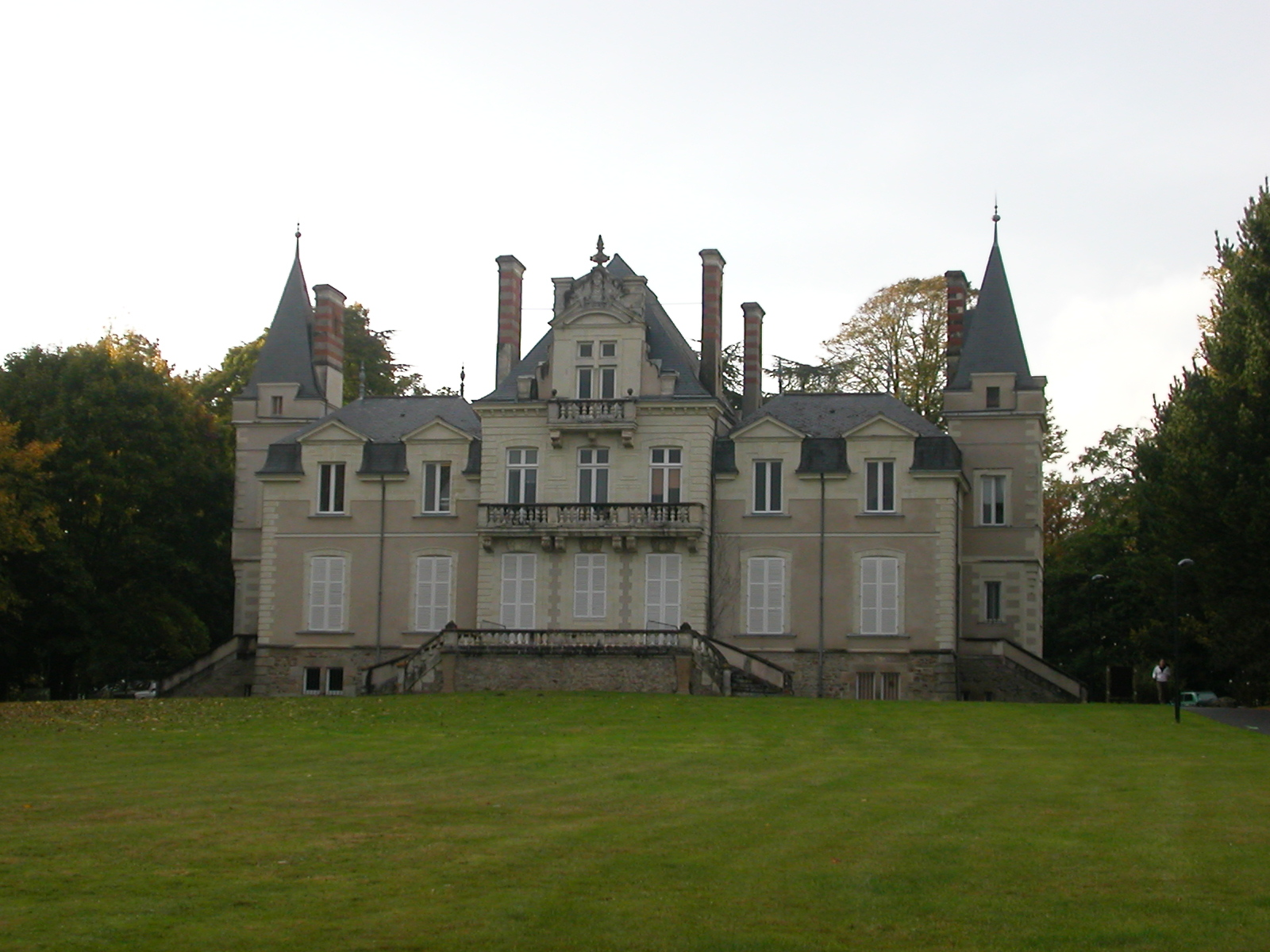
Château Tertre der Universität Nantes

Die Universität Nantes (französisch: Nantes Université) wurde 1961 in ihrer heutigen Form gegründet und hat ihren Ursprung in der 1460 von Herzog Franz II. der Bretagne in Nantes per päpstlicher Bulle von Papst Pius II. gegründeten herzoglichen Universität der Bretagne.

## Aufbau
Sie verfügt über 6 Standorte in der Metropolregion Nantes und sekundäre Standorte in Saint-Nazaire und La Roche-sur-Yon. Die Universität Nantes ist Gründungsmitglied der Universität Bretagne Loire.

## Mensen
Das Crous aus Nantes verwaltet die verschiedenen Mensen auf dem Campus sowie die von ihnen angebotenen Mahlzeiten. Die meisten Restaurants sind von Montag bis Freitag für Mittag- und Abendessen geöffnet und bieten eine komplette Mahlzeit zu einem jährlich festgelegten Preis an. Für das akademische Jahr 2017–2018 wurde der Preis einer Mahlzeit auf 3,25 € festgelegt.

## Studentisches Leben

### Theater

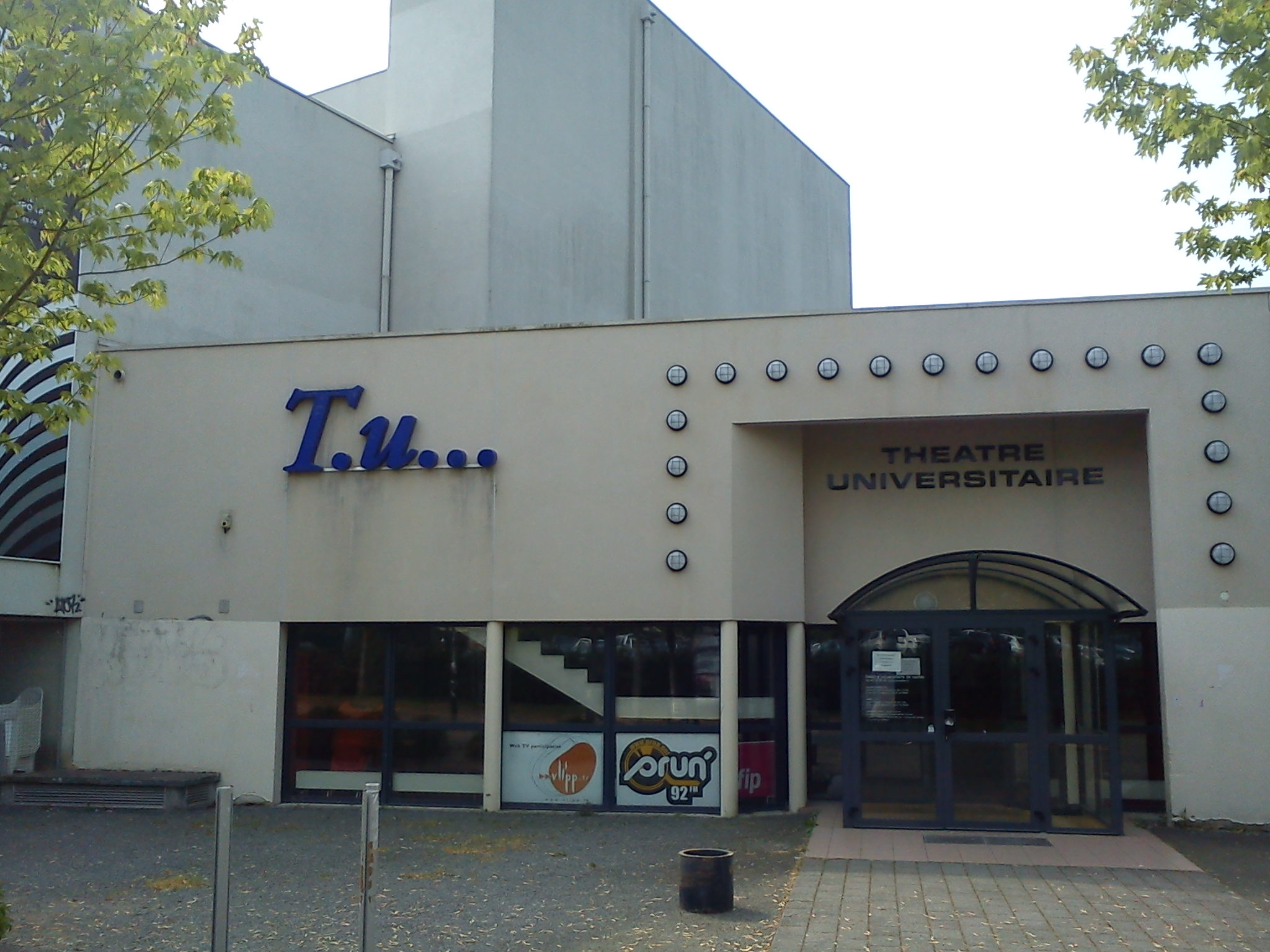
Théâtre universitaire

Das Theater der Universität (Théâtre universitaire (T.U.)) wird zu 50 % von der Stadt Nantes, zu 24 % von der Universität Nantes und zu 15 % von der Direction régionale des affaires culturelles (DRAC) unterstützt. Zusätzliche Unterstützung kommt vom  Département Loire-Atlantique und der Region Pays de la Loire.

## Partneruniversitäten und -institute
Die Universität unterhält eine Vielzahl an Beziehungen. Derzeit besteht eine Partnerschaft mit 397 Universitäten in 60 Ländern.

## Persönlichkeiten und Ehrungen

### Bekannte Absolventen und Dozenten
- Jean-Marc Ayrault: ehemaliger französischer Premierminister und ehemaliger Bürgermeister von Nantes
- Stéphane Le Foll: Minister für Landwirtschaft und Ernährung in der Regierung Jean-Marc Ayrault I
- François Bégaudeau: französischer Schriftsteller und Journalist
- Julien Bontemps: Windsurfer, Silbermedaillengewinner bei den Olympischen Spielen in Peking
- Pierre Bordage: französischer Science-Fiction-Autor
- Claude Sérillon: französischer Journalist
- Jeanne Cherhal: französische Singer-Songwriterin
- Patrick Deville: französischer Schriftsteller
- Philippe de Villiers: Politiker, ehemaliges Mitglied des Europäischen Parlaments und Publizist
- Marina Jaunâtre: französische Meisterin im Radsport.
- Jérôme Kerviel: ehemaliger Mitarbeiter der französischen Großbank Société Générale
- Alain Mabanckou: französisch-kongolesischer Schriftsteller
- Jean Rouaud: französischer Schriftsteller
- Tertius Zongo: Premierminister von Burkina Faso, DESS am Institut d'administration des entreprises de Nantes (1982)
- Franck Louvrier: Politiker und Kommunikationsberater von Nicolas Sarkozy, Diplom-Jurist und Politikwissenschaftler.
- Benoît-Joseph Flaget PSS: römisch-katholischer Bischof von Bardstown bzw. Louisville

### Doktoren honoris causa (Auswahl)
- Ismail Serageldin: Direktor der Bibliotheca Alexandrina in Alexandria
- Golo Mann: deutsch-schweizerischer Historiker, Publizist und Schriftsteller
- Jean Starobinski: Schweizer Arzt und Literaturwissenschaftler, Medizinhistoriker und Ideengeschichtler
- Neil Bartlett: britisch-US-amerikanischer Chemiker
- Ibrahima Thioub: senegalesischer Professor für moderne und zeitgenössische Geschichte und Geschäftsführender Direktor des Historischen Seminars an der Université Cheikh Anta Diop (UCAD) in Dakar